# Casa Senyorial de Remte
La Casa Senyorial de Remte (en letó: Remtes muižas pils) és una mansió a la històrica regió de Semigàlia, al Municipi de Brocēni  de Letònia.

## Història
Originàriament va ser construïda el 1800 i modernitzada el 1880. [2] Destruïda per un incendi el 1905, va ser restaurada el 1926. L'edifici allotja l'escola primària Remte.